# Porfirio R. Iligan
Porfirio R. Iligan (* 14. September 1922 in Vinzons; † 6. März 2001) war Bischof von Masbate, Philippinen.

## Leben
Porfirio R. Iligan empfing am 2. April 1949 die Priesterweihe.
Paul VI. ernannte ihn am 17. Juni 1968 zum Bischof von Masbate. Der Apostolische Nuntius auf den Philippinen, Carmine Rocco, weihte ihn am 3. September desselben Jahres zum Bischof; Mitkonsekratoren waren Pedro Bantigue y Natividad, Bischof von San Pablo, und Manuel S. Salvador, Weihbischof in Cebu. 
Am 14. Februar 1998 nahm Papst Johannes Paul II. seinen altersbedingten Rücktritt an.